# Enicospilus melanochromus
Enicospilus melanochromus är en stekelart som beskrevs av Perkins 1915. Enicospilus melanochromus ingår i släktet Enicospilus och familjen brokparasitsteklar. Inga underarter finns listade i Catalogue of Life.